# Turma do Balão Mágico
Turma do Balão Mágico — бразильская детская группа 80-х годов.
Была основана в 1982 году. Первый диск группы умел успех, и после этого телеканал TV Globo пригласил их к себе вести собственную программу. Премьера этого телевизионного шоу, названного Balão Mágico, состоялась 7 марта следующего, 1983 года.
Группа записала 5 студийных альбомов. Среди известных её хитов — «Superfantástico», «Ursinho Pimpão», «Somos Amigos».
Продала более 10 миллионов дисков
Остаётся одним из эталонов детской музыкальной сцены своей страны.

## Дискография
См. стр. «Turma do Balão Mágico#Discografia» в португальском разделе.